# کاترین جانسون (نمایشنامه‌نویس)
کاترین جانسون (انگلیسی: Catherine Johnson؛ زادهٔ ۱۴ اکتبر ۱۹۵۷) نمایشنامه‌نویس و فیلم‌نامه‌نویس اهل بریتانیا است.
از فیلم‌هایی که وی در آن‌ها نقش داشته است، می‌توان به ماما میا! و ماما میا! دوباره شروع کنیم اشاره نمود.